# Demidov (familie)

Demidov familie

Demidov of Demidoff (Russisch: Демидовы) was een invloedrijke Russische familie van industriëlen in de 18e en het begin van de 19e eeuw, die tot de rijkste van het land behoorde. In Toela bevindt zich het familiegraf van de Demidovs, dat nu een museum is.

## Geschiedenis

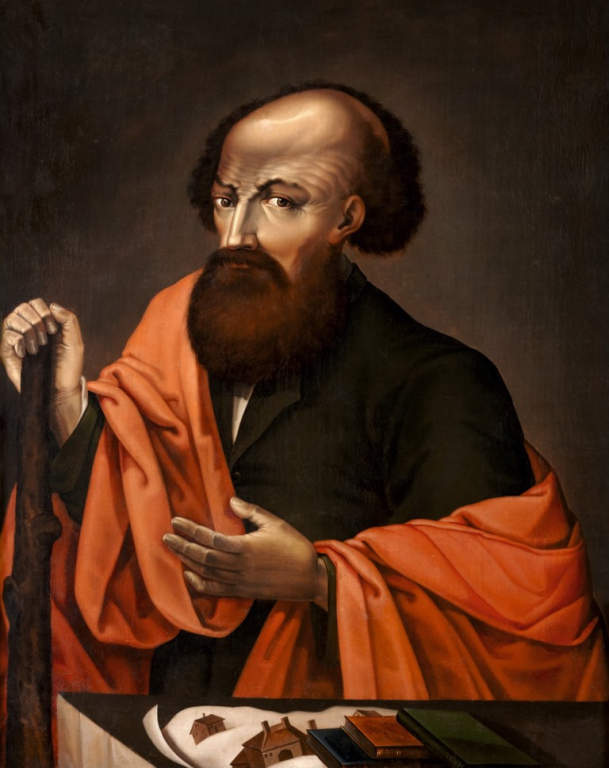
Nikita Demidov

### Nikita Demidov
Nikita Demidovitsj Demidov (1656 - 1725) was de zoon van Demid Antjoefejev, een vrije smid uit de stad Toela die wapens produceerde en een kennis van Peter de Grote was. Nikita was een van de belangrijkste Russische industriëlen van de 18e eeuw en heeft veel betekend voor de industrie van Toela in die tijd. Hij stichtte er een wapenfabriek en een ijzersmelterij en werd in 1720 door Peter de Grote in de adelstand verheven, vanwege de dienst die de kanonnen van zijn wapenfabriek hadden bewezen in de Grote Noordse Oorlog. Nikita opende vier fabrieken in de Oeral, waarmee zijn eerste zoon Akinfi verderging.

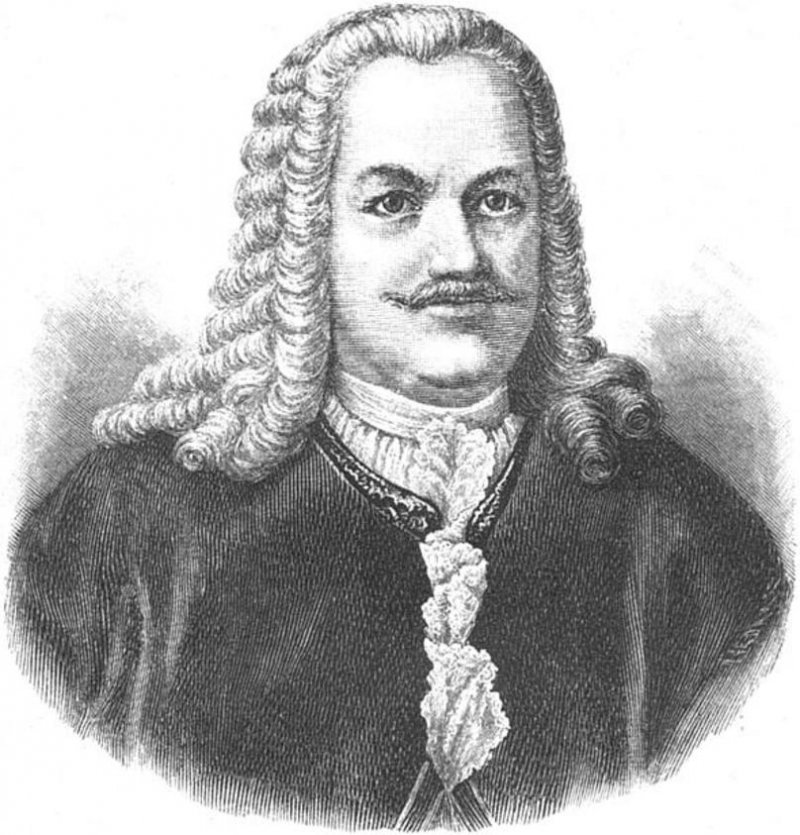
Akinfi Demidov (1678-1745)

### Akinfi Demidov
Akinfi Nikititsj Demidov (1678 - 1745) was de eerste en meest succesvolle zoon van Nikita. Hij breidde het imperium uit met fabrieken en goud,- zilver- en bronsmijnen in de Oeral en Siberië. Van Peter de Grote kreeg de familie een enorm gebied in de Oeral, als dank voor hun diensten. Akinfi opende de eerste fabriek in Nevjansk in 1702, van waaruit hij meerdere fabrieken opende. Rond deze fabrieken ontstonden werknederzettingen, die vaak uitgroeiden tot steden, zoals Nizjni Tagil. In de Altai was hij mede verantwoordelijk voor de stichting van Barnaoel, nadat hij er de grootste zilverertslaag van Rusland vond. Akinfi liet bij zijn dood 25 fabrieken na en had toen meer dan 38.000 werknemers (knechten).

### Pavel Demidov
Akinfi's neef Pavel Grigorjevitsj Demidov (1738 - 1821) was een bekend reiziger en wetenschapper op het gebied van geschiedenis der natuur en mineralogie. Hij stichtte ook het Demidovlyceum in Jaroslavl en riep de Demidovprijs voor Russische literatuur in het leven, die jaarlijks wordt uitgereikt door de Russische Academie der Wetenschappen.

### Nikolaj Demidov
Nikolaj Nikititsj Demidov (1774-1828) was de jongste zoon van Nikita Akinfijevitsj Demidov (de jongste zoon van Akinfi Demidov). In 1797 trouwde hij met barones Elisabeth Alexandrovna Stroganov, van wie hij twee zoons kreeg, Pavel en Anatoli. In eerste instantie was hij een voorstander van Napoleon, maar toen Frankrijk en Rusland in 1810 niet langer bondgenoten waren en Napoleon zich opmaakte voor zijn veldtocht naar Rusland veranderde dit. Hij richtte een infanterieregiment op voor de verdediging van Rusland tegen Napoleon, dat hijzelf financierde. Na de oorlog breidde hij het imperium van zijn voorvaderen verder uit en kreeg hij een belangrijke positie aan het hof van de tsaar. Hij was penningmeester, commandeur van de Maltezer Orde en geheim raadslid. In 1819 werd hij benoemd tot ambassadeur van Rusland in het Groothertogdom Toscane, waar hij de enorme villa San Donato liet bouwen. Daar plaatste hij een deel van zijn grote kunstcollectie (hij werd in die tijd gezien als de grootste particuliere kunstbezitter ter wereld). Ook deed hij veel aan liefdadigheid.

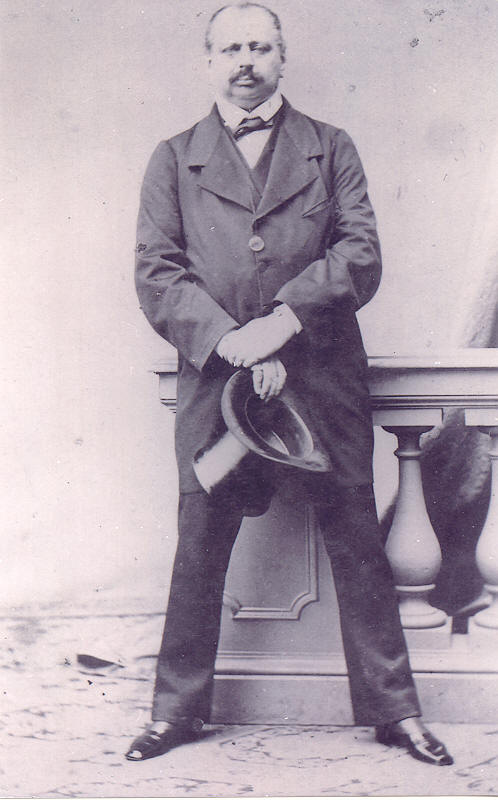
Demidov op oudere leeftijd

### Anatoli Demidov
Anatoli Nikolajevitsj Demidov (1812 - 1870) was de jongste zoon van Nikolaj Demidov en eigenaar van 10 fabrieken en een aantal mijnen in de Oeral en Siberië, waar onder andere malachiet werd gedolven. Hij was een bekend reiziger en beschermheer van de kunst. Hij groeide vooral op in Frankrijk, waar hij ook het grootste deel van zijn verdere leven zou wonen. Hoewel zijn rijkdom zich vooral binnen Rusland bevond, kwam hij er slechts sporadisch op eis van de tsaar en beperkte hij zijn liefdadigheid vooral tot ziekenhuizen buiten Rusland. Met tsaar Nicolaas I had hij geen geweldige relatie. In het Groothertogdom Toscane werd hij in 1837 benoemd tot Prins van San Donato en trouwde hij met prinses Mathilde Bonaparte, dochter van Jérôme Bonaparte, wat uitiep op een grote mislukking: de scheiding volgde in 1847. Paul Karađorđević was een neefje van hem en regent van Joegoslavië van 1934 tot 1941.